# Galbeni (Nicolae Bălcescu), Bacău
Galbeni (în maghiară Trunk) este un sat în comuna Nicolae Bălcescu din județul Bacău, Moldova, România.
Este o localitate aflată la aproximativ 15 km de Bacău, situată pe malul drept al Siretului, la confluența cu râul Bistrița.

## Istorie
Prima mențiune documentară cu referire la satul Galbeni datează dintr-o anexă a relatării misiunii din Moldova a lui Bernardino Silvestri, misionar. Anexa este datată 28 iunie 1697 și menționează localitatea Longa Mare (Galbeni), cu 5 familii și 21 de crdincioși, de religie catolică. O a doua referire apare într-un document emis la Iași la data de 17 februarie 1698, document prin care s-a făcut vânzarea moșiei Galbeni din ținutul Bacău către Vasile Purice, vornic, de către Constantin, fiul lui Andonie din Galbeni, împreuncă cu sora sa Sofronia și fii. Cu această ocazie s-au vândut pământul de la „Lunca Mare”, părți din vatra satului, alături de câmp, pădure și pădure și apă.
Dat fiind că nu a mai apărut în recensământul fiscal țarist de la 1772-1774 și nici la 1787-1791 pe harta comandamentului austriac din Moldova, este probabil ca satul să fi fost împrăștiat, ca efect al campaniilor militare anterioare.
În a doua jumătate a secolului XVII s-au stabilit aici imigranți din Transilvania, semnalați de către statisticile catolice dintr-un raport anonim despre starea lăcașelor de cult catolice din Moldova, scris probabil la 1776. Conform acestui raport, 150 dintre catolici erau grupați într-un loc numit „La Zechoi” (adică „La Zăvoi”). Un alt nume este întâlnit ca denumire locală, în maghiară, anume „Trunki” (Schematismul Misiunii de la 1850 specifică faptul că la „Trunki”, alias „Galbin”, se află o biserică ce a fost ridicată în 1836).
Ulterior, satul Galbeni este pomenit în diferite rapoarte ale misionarilor catolici, din 9 aprilie 1762 („Lunga”); 19 august 1777 („La Zechoi”); 30 septembrie 1782 („Lonca Mare”); 25 martie 1799 („Longa”); 1843 („Galbeni”); 10 decembrie 1858 („Trunki”). Sub numele de „Trunk”, localitatea se întâlnește și astăzi în relatările comunității de limbă maghiară.
În Condica Liuzilor pe anul 1803 apare menționat satul Lunca Mare (Galbeni) cu 85 de liuzi. În acel an satul se afla în stăpânirea postelnicului Ioan Canta.
Proprietarii de moșii (boieri și mănăstiri) puteau aduce oameni din Transilvania, emigranții erau denumiți „liuzi”, iar vistieria nu putea percepe taxe de la aceștia.
În Condica Vistieriei Moldovei din anul 1816 în „Lunca Mare” s-a găsit un număr de 82 liuzi.
Un număr de 16 eroi din Galbeni, din totalul de 140 al întregii comune, au participat la luptele din Primul Război Mondial, fiind comemorați de un monument ridicat în anul 1921 în curtea bisericii catolice din sat. În anul 1984 monumentul a fost mutat în curtea cimitirului catolic. Numele încrustate pe monument sunt: Panțâru Ioji, Ghiurca Giurgi, Dogaru Petre, Sărățeanu Ianoș, Dogaru Antal, Biur Andraș, Dogaru Andraș, Văcaru Ștefan, Budău Giurgi, Pișta Ioji, Duma Martin, Coșa Antal, Sabău Ioji, Dogaru Ianoș, Dogaru Mihai și Ișvanca Ianoș.

## Biserica
În sat este o biserică catolică fondată în 1862.
Parohia s-a înființat în anul 1984. Prima biserică s-a ridicat în anul 1836. În anul 1905 s-a construit o nouă biserică, din cărămidă, reclădită și amenajată ulterior în anul 1984, având hramul „Sfântul Iosif Muncitorul”.